# クリニカーク駅
座標: 北緯47度28分57秒 東経19度4分44秒 / 北緯47.48250度 東経19.07889度
ゼンメルワイス クリニック駅（ゼンメルワイス クリニック駅、洪：Semmelweis Klinikák）は、ハンガリー共和国ブダペスト市に位置するブダペスト地下鉄3号線の駅である。

## 駅構造
- 島式ホーム1面2線を有す地下駅。
- 地下20.06m地点に存在する。

## 駅周辺
- センメルヴェイス大学

## 歴史
- 1976年12月31日 - 開業。

## 隣の駅
ブダペスト地下鉄
■3号線
コルヴィン街区駅 - クリニカーク駅 - ナジヴァーラド広場駅